# John Abell
John Abell (* 1652 in Aberdeen; † 1724 in Cambridge) war ein schottischer Sänger (Tenor), Lautenist, Komponist und Theaterintendant des Barock.

## Leben
John Abell erhielt seine Ausbildung zunächst in Aberdeen. 1679 wurde er als gentleman extraordinary in die Chapel Royal aufgenommen. 1680 wurde er von Karl II. nach Italien geschickt, um Gesang zu studieren. 1682 kehrte er zurück. In den folgenden Jahren trat er als Sänger auf. Als Katholik und Anhänger des Papstes musste er während der Revolution von 1688 England verlassen. Er bereiste daraufhin über zehn Jahre lang mehrere europäische Länder und trat in Hannover, Celle, Berlin, Braunschweig und Het Loo auf. Laut Johann Mattheson, der dies in seinem Der vollkommene Capellmeister niederschrieb, trat er erfolgreich als Sänger in den Niederlanden und in Hamburg auf, sowie in Warschau vor dem König von Polen. Mattheson schrieb außerdem, „das Abell die Gabe hatte, seine schöne Stimme bis ins fortgeschrittene Alter zu erhalten“. Am Hof von Kassel war Abell in der Zeit von 1690 bis 1691 als Musikintendant tätig. 1698/99 war er am Kasseler Hof angestellt. 1700 konnte er in seine Heimat zurückkehren. 1701 trat Abell in London als Sänger in der Titelrolle der Oper The Judgement of Paris von Daniel Purcell auf. 1702/03 war er in Diensten des Herzogs von Ormonde in Irland. Er musste mit Konzerten im ganzen Land in den nächsten Jahren seinen Unterhalt verdienen. Noch 1716 ist ein Konzert in der Stationer’s Hall in London dokumentiert.

## Werk
John Abell war Komponist von Liedersammlungen. Seine englischen Kompositionen hatten patriotischen Charakter. Seine 1701 veröffentlichte Liedersammlung mit Werken in mehreren Sprachen zeigten italienische Einflüsse. Er widmete diese aus Dank für die Möglichkeit der Rückkehr in seine Heimat dem englischen König Wilhelm. Einige verschollene Werke sind in einem Katalog des Amsterdamer Verlegers Estienne Roger vermerkt. 1740 erschien posthum eine weitere Liedersammlung.
- High state and honours in d-Moll RISM ID: 806037414 RISM ID: 806436178 1683 gedruckt in Choice Ayres and Songs bei A. Godbid and J. Playford Jr. RISM ID: 993122014
- Airs pour le concert de mercredy, le 12 decembre, au Doule, Incipit: Que je chéris in C-Dur, 1697 RISM ID: 190001462
- A collection of songs in several languages, 1701 RISM ID: 990000144
- A collection of songs in English, gedruckt William Pearson in London, 1701 RISM ID: 990000145
- Aloud proclaim the cheerful Sound. A song on Queen Ann’s coronation, 1702
- Ye Brave Boys and Tars, The Duke of Ormond’s March, or a ballad for the encouragement of soldiers and seame, gedruckt bei William Pearson, 1702 RISM ID: 991012329
- A Choice collection of Italian Ayres for all sorts of voices, violin and flute, 1703 (Digitalisat beim IMSLP) RISM ID: 990000146
- Reading ends in melancholy, RISM ID: 118664 gedruckt in Sarah Jones her book RISM ID: 118630